# BV-1245
La carretera BV-1245 és una carretera dels termes municipals de Castellterçol i de Granera, tots dos pertanyents al Moianès. La carretera arrenca de la carretera C-59 al mateix Castellterçol, des d'on s'adreça cap a ponent, i sense travessar cap altre poble, mena a Granera en quasi 10 quilòmetres. Després, però, encara continua en forma de pista rural asfaltada per tal d'enllaçar amb la B-124 al collet de la Caseta. És una carretera amb molts revolts, plena de punts característics, en el seu traçat, entre els quals destaquen, dins del terme de Granera, el pont del Marcet, el revolt de la Coforna, el del Forat Negre i el del Pas de les Illes.